# پرچم کنیا
پرچم کنیا به‌عنوان پرچم ملی و نشان غیر نظامی و نشان استان شناخته می‌شود و همچنین دارای تناسب ۲:۳ می‌باشد.

## تاریخچه
در سال‌های پس از جنگ جهانی دوم، اتحادیه آفریقایی کنیا ایجاد شد و در ۳ سپتامبر ۱۹۵۱ پرچمی را معرفی کرد که دو رنگ سیاه و قرمز با یک سپر و پیکان در مرکز آن بود. سال بعد، این پرچم به سه رنگ سیاه، قرمز و سبز با یک سپر متقاطع با نیزه و پیکان به همراه حروف اول "KAU" در مرکز آن تغییر یافت. رنگ سیاه نماد مردم بومی، قرمز نماد خون مشترک تمام بشریت و سبز نماد سرزمین حاصلخیز کشور بود. سلاح‌ها یادآور مبارزه برای استقلال بود. در کتاب «مائو مائو از درون» که در سال ۱۹۵۲ منتشر شد، نیات کنیاتا به طور متفاوتی توصیف شده است: «آنچه او گفت باید به این معنی باشد که سرزمین‌های حاصلخیز ما (سبز) فقط با خون (قرمز) آفریقایی (سیاه) قابل بازیابی هستند. رنگ سیاه توسط رنگ قرمز از سبز جدا شده بود: آفریقایی فقط از طریق خون می‌توانست به سرزمین خود برسد.» این پرچم بعداً توسط اتحادیه ملی آفریقایی کنیا (KANU)، جانشین KAU، در ماه مه ۱۹۶۰ پذیرفته شد و سلاح‌ها با خروسی که تبر جنگی در دست دارد جایگزین شدند. اتحادیه دموکراتیک آفریقایی کنیا (KADU) یک ماه پس از تشکیل خود در ژوئن ۱۹۶۰، پرچمی را پذیرفت. پرچم آن سه رنگ با طرحی مشابه پرچم KANU بود، اما به جای قرمز، رنگ سفید در وسط آن قرار داشت. 
برخی از مقامات می‌خواستند از پرچم KANU به عنوان پرچم ملی استفاده کنند. این امر تحت تأثیر انتخاب‌های تانگانیکا و اوگاندا برای استفاده از پرچم حزب حاکم به عنوان پرچم ملی بود. تام ام‌بویا، یکی از پدران بنیانگذار کنیا، در مورد استفاده از پرچم KANU هشدار داد تا از قطبی شدن بیشتر سیاسی کشور جلوگیری شود. کمیته‌ای که توسط جومو کنیاتا تشکیل شد، به مصالحه‌ای رسید که همه می‌توانستند با آن موافق باشند. این امر با ترکیب پرچم‌های دو حزب رقیب، پرچم KANU و پرچم KADU با اضافه کردن فیمبریاسیون‌های سفید (که در ابتدا قرار بود نماد جامعه چند نژادی کنیا باشند، همانطور که در پرچم KADU وجود داشت، اما به نماد صلح و وحدت تغییر یافت)، یک سپر اصلاح‌شده ماسایی با دو نیزه، که یادآور پرچم اصلی KAU است، نیز اضافه شد. رنگ‌های پرچم و نمادگرایی آنها از پرچم پان-آفریقایی که توسط انجمن جهانی بهبود سیاه‌پوستان و لیگ جوامع آفریقایی در سال 1920 تصویب شد، الهام گرفته شده و با آن مطابقت نزدیکی دارد.

## نگارخانه